# Вамак (Іллінойс)
Вамак (англ. Wamac) — місто (англ. city) в США, в округах Клінтон, Меріон і Вашингтон штату Іллінойс. Населення — 985 осіб (2020).

## Географія
Вамак розташований за координатами 38°29′29″ пн. ш. 89°8′52″ зх. д. / 38.49139° пн. ш. 89.14778° зх. д. (38.491366, -89.147753).  За даними Бюро перепису населення США в 2010 році місто мало площу 3,69 км², з яких 3,64 км² — суходіл та 0,05 км² — водойми.

## Демографія
Згідно з переписом 2010 року, у місті мешкало 1185 осіб у 507 домогосподарствах у складі 307 родин. Густота населення становила 321 особа/км².  Було 588 помешкань (159/км²).
Расовий склад населення:
| - 90,8 % — білих - 2,8 % — чорних або афроамериканців - 0,7 % — корінних американців - 0,1 % — азіатів - 2,7 % — осіб інших рас |

До двох чи більше рас належало 3,0 %. Частка іспаномовних становила 4,9 % від усіх жителів.
За віковим діапазоном населення розподілялося таким чином: 26,4 % — особи молодші 18 років, 60,6 % — особи у віці 18—64 років, 13,0 % — особи у віці 65 років та старші. Медіана віку мешканця становила 37,4 року. На 100 осіб жіночої статі у місті припадало 90,5 чоловіків;  на 100 жінок у віці від 18 років та старших — 90,4 чоловіків також старших 18 років.
Середній дохід на одне домашнє господарство  становив 37 444 долари США (медіана — 29 188), а середній дохід на одну сім'ю — 38 012 долари (медіана — 30 000). Медіана доходів становила 33 304 долари для чоловіків та 25 000 доларів для жінок. За межею бідності перебувало 32,2 % осіб, у тому числі 46,2 % дітей у віці до 18 років та 10,0 % осіб у віці 65 років та старших.
Цивільне працевлаштоване населення становило 492 особи. Основні галузі зайнятості: освіта, охорона здоров'я та соціальна допомога — 23,8 %, мистецтво, розваги та відпочинок — 17,7 %, виробництво — 14,6 %.